# Giro di Romandia 1986
Il Giro di Romandia 1986, quarantesima edizione della corsa, si svolse dal 5 all'11 maggio su un percorso di 1083 km ripartiti in 6 tappe (la quinta suddivisa in due semitappe) e un cronoprologo, con partenza a Lugano e arrivo a Ginevra. Fu vinto dal belga Claude Criquielion della Hitachi-Marc-Splendor davanti ai francesi Jean-François Bernard e Bruno Cornillet.

## Tappe
| Tappa  | Data      | Percorso                                  | km   | Vincitore di tappa    | Leader cl. generale   |
| ------ | --------- | ----------------------------------------- | ---- | --------------------- | --------------------- |
| Prol.  | 5 maggio  | Lugano > Lugano (cron. individuale)       | 5    | Jean-François Bernard | Jean-François Bernard |
| 1ª     | 6 maggio  | Lugano > Sion                             | 234  | Nico Emonds           | Nico Emonds           |
| 2ª     | 7 maggio  | Crans-Montana > Friburgo                  | 172  | Maarten Ducrot        | Nico Emonds           |
| 3ª     | 8 maggio  | Düdingen > Losanna                        | 182  | Mathieu Hermans       | Nico Emonds           |
| 4ª     | 9 maggio  | Losanna > Delémont                        | 191  | Bruno Cornillet       | Bruno Cornillet       |
| 5ª-1ª  | 10 maggio | Delémont > Neuchâtel                      | 92   | Stephan Joho          | Bruno Cornillet       |
| 5ª-2ª  | 10 maggio | Neuchâtel > Neuchâtel (cron. individuale) | 29   | Jean-François Bernard | Jean-François Bernard |
| 6ª     | 11 maggio | Neuchâtel > Ginevra                       | 175  | Jan Nevens            | Claude Criquielion    |
| Totale | Totale    | Totale                                    | 1083 |                       |                       |

## Dettagli delle tappe

### Prologo
- 5 maggio: Lugano > Lugano (cron. individuale) – 5 km

| Pos. | Corridore             | Squadra       | Tempo |
| ---- | --------------------- | ------------- | ----- |
| 1    | Jean-François Bernard | La Vie Claire |       |
| 2    | Erich Mächler         | Carrera       |       |
| 3    | Joël Pelier           | KAS-Canal 10  |       |

| Pos. | Corridore             | Squadra       | Tempo |
| ---- | --------------------- | ------------- | ----- |
| 1    | Jean-François Bernard | La Vie Claire |       |

### 1ª tappa
- 6 maggio: Lugano > Sion – 234 km

| Pos. | Corridore      | Squadra        | Tempo    |
| ---- | -------------- | -------------- | -------- |
| 1    | Nico Emonds    | Kwantum Hallen | 6h06'33" |
| 2    | Daniel Gisiger | Cilo           | s.t.     |
| 3    | Ludo Peeters   | Kwantum Hallen | a 45"    |

| Pos. | Corridore   | Squadra        | Tempo |
| ---- | ----------- | -------------- | ----- |
| 1    | Nico Emonds | Kwantum Hallen |       |

### 2ª tappa
- 7 maggio: Crans-Montana > Friburgo – 172 km

| Pos. | Corridore      | Squadra                | Tempo    |
| ---- | -------------- | ---------------------- | -------- |
| 1    | Maarten Ducrot | Kwantum Hallen         | 4h45'12" |
| 2    | Hubert Seiz    | Supermercati Brianzoli | s.t.     |
| 3    | Ludo Peeters   | Kwantum Hallen         | s.t.     |

| Pos. | Corridore   | Squadra        | Tempo |
| ---- | ----------- | -------------- | ----- |
| 1    | Nico Emonds | Kwantum Hallen |       |

### 3ª tappa
- 8 maggio: Düdingen > Losanna – 182 km

| Pos. | Corridore                  | Squadra    | Tempo    |
| ---- | -------------------------- | ---------- | -------- |
| 1    | Mathieu Hermans            | Seat-Orbea | 5h12'42" |
| 2    | Jörg Bruggmann             | Cilo       | a 1"     |
| 3    | Jean-Philippe Vandenbrande | Hitachi    | a 2"     |

| Pos. | Corridore   | Squadra        | Tempo |
| ---- | ----------- | -------------- | ----- |
| 1    | Nico Emonds | Kwantum Hallen |       |

### 4ª tappa
- 9 maggio: Losanna > Delémont – 191 km

| Pos. | Corridore       | Squadra | Tempo    |
| ---- | --------------- | ------- | -------- |
| 1    | Bruno Cornillet | Peugeot | 4h47'17" |
| 2    | Urs Zimmermann  | Carrera | a 7"     |
| 3    | Marco Vitali    | Cilo    | a 52"    |

| Pos. | Corridore       | Squadra | Tempo |
| ---- | --------------- | ------- | ----- |
| 1    | Bruno Cornillet | Peugeot |       |

### 5ª tappa - 1ª semitappa
- 10 maggio: Delémont > Neuchâtel – 92 km

| Pos. | Corridore       | Squadra      | Tempo    |
| ---- | --------------- | ------------ | -------- |
| 1    | Stephan Joho    | KAS-Canal 10 | 2h14'50" |
| 2    | Jörg Bruggmann  | Cilo         | s.t.     |
| 3    | Mathieu Hermans | Seat-Orbea   | s.t.     |

| Pos. | Corridore       | Squadra | Tempo |
| ---- | --------------- | ------- | ----- |
| 1    | Bruno Cornillet | Peugeot |       |

### 5ª tappa - 2ª semitappa
- 10 maggio: Neuchâtel > Neuchâtel (cron. individuale) – 29 km

| Pos. | Corridore             | Squadra       | Tempo  |
| ---- | --------------------- | ------------- | ------ |
| 1    | Jean-François Bernard | La Vie Claire | 39'55" |
| 2    | Claude Criquielion    | Hitachi       | a 10"  |
| 3    | Jean-Marie Grezet     | Cilo          | a 34"  |

| Pos. | Corridore             | Squadra       | Tempo |
| ---- | --------------------- | ------------- | ----- |
| 1    | Jean-François Bernard | La Vie Claire |       |

### 6ª tappa
- 11 maggio: Neuchâtel > Ginevra – 175 km

| Pos. | Corridore          | Squadra | Tempo    |
| ---- | ------------------ | ------- | -------- |
| 1    | Jan Nevens         | Lotto   | 4h40'06" |
| 2    | Beat Breu          | Carrera | s.t.     |
| 3    | Claude Criquielion | Hitachi | a 3"     |

| Pos. | Corridore             | Squadra       | Tempo     |
| ---- | --------------------- | ------------- | --------- |
| 1    | Claude Criquielion    | Hitachi       | 28h34'29" |
| 2    | Jean-François Bernard | La Vie Claire | a 2'35"   |
| 3    | Bruno Cornillet       | Peugeot       | a 2'38"   |

## Classifiche finali

### Classifica generale
| Pos. | Corridore             | Squadra                     | Tempo     |
| ---- | --------------------- | --------------------------- | --------- |
| 1    | Claude Criquielion    | Hitachi-Marc-Splendor       | 28h34'29" |
| 2    | Jean-François Bernard | La Vie Claire Wonder-Radar  | a 2'35"   |
| 3    | Bruno Cornillet       | Peugeot-Shell-Michelin      | a 2'38"   |
| 4    | Nico Emonds           | Kwantum Hallen-Decosol-Yoko | a 3'13"   |
| 5    | Jean-Marie Grezet     | Cilo-Aufina-Gemeaz Cusin    | a 3'27"   |
| 6    | Bernard Vallet        | R.M.O.                      | a 4'18"   |
| 7    | Jörg Müller           | KAS-Canal 10                | a 4'27"   |
| 8    | Urs Zimmermann        | Carrera-Inoxpran            | a 4'58"   |
| 9    | Beat Breu             | Carrera-Inoxpran            | a 4'59"   |
| 10   | Marc Sergeant         | Lotto-Eddy Merckx           | a 5'03"   |